# 9號球
9號球是撞球運動的其中一種玩法，起源於1920年代的美國。九號球不論人數多寡都可玩，大多是一對一；在聯盟或巡迴賽的場合裡，選手的人數和規則是由比賽贊助者訂定。以往，不論是職業級或是業餘級，九號球常被當作「賭博性的遊戲」，但現今的大型巡迴賽裡，九號球的光環未失。 
近年來，九號球成為美國境內巡迴錦標賽的其中運動之一，主要是因為比賽速度較快，符合電視轉播的時間限制，而持續吸引觀眾的參與。多年來，運動頻道ESPN是主要促進九號球運動的推手，也是巡迴錦標賽的贊助者。

## 玩法與規則
9號球的球桌有六個袋口和十顆球。母球通常為純白色（在某些比賽會使用有紅點或藍點的母球），用來撞擊一顆或多顆子球；每顆子球有不同的顏色和號碼（1到9號）。比賽目標就是在不違規的情況下，依據當場比賽的規定，將9号球打入袋。
9號球規則大致有一定的標準，不常更動，主要依據美國撞球協會 (BCA)所訂定的9號球規則來進行，此規則融合了世界撞球協會 (WPA)訂定的規則。雖然業餘球隊有時會使用與美國撞球選手協會 (APA)相似的規則來當作他們比賽的標準，但多數比賽主辦單位仍認定BCA和WPA的規則較為正確且正統。 
9號球的比賽裡，母球必須在碰撞到其他子球前，先撞擊到檯面上數字最小的子球（push-out可不依從此規定），否則就是犯規。依上述原則下，子球可不必依照號碼順序進袋，只要母球先碰擊到號碼最小的子球即可。因為不必指定子球落袋的袋口，若選手將9号球幸運地打進任何袋口，即贏得勝利，開球時也是如此。
比賽時，選手在失誤（註：沒進球）、犯規之前，可持續出杆，若犯規，必須交由對手出杆，對手擁有「自由球」，可在出杆前，在檯桌上自由擺放母球的位置以利進攻。
9號球算是比賽節奏相當快速的比賽。一般來說，最先贏得某局數（通常是5局、7局或9局，依比賽規則決定）的選手就獲得當場比賽勝利。

### 球堆排法

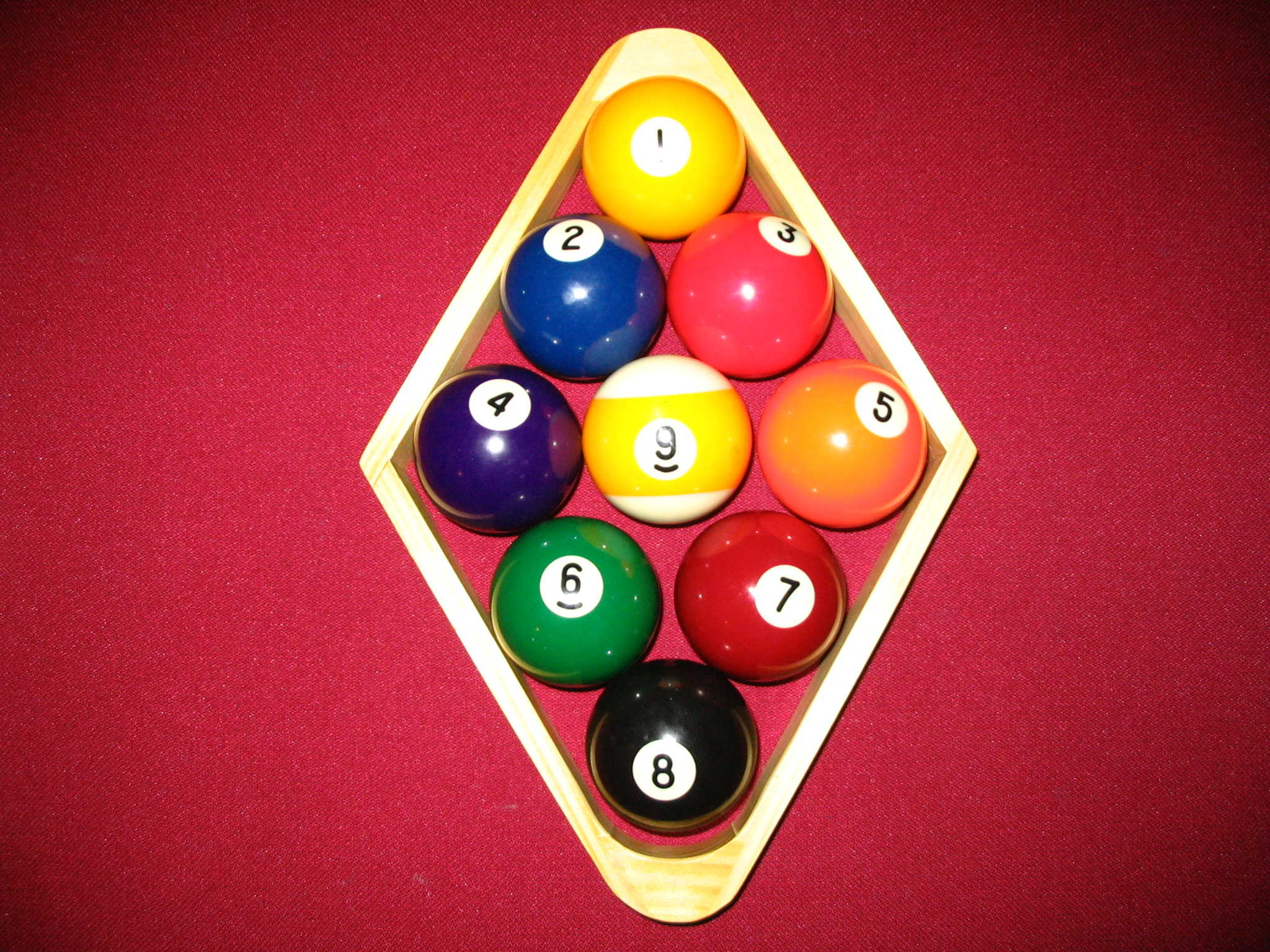
9球比赛中由九顆子球排成菱形的球堆

九顆子球排成菱形的球堆，1號球放在最前面的頂點（開球線那端），9號球放在球堆中心處，其餘的球可不依號碼順序排放。排放子球時必須特別準確，尤其是聯賽或巡迴賽。若子球沒有緊密相連、球堆排列不對中線、1號球不在排球點上，該局開球的選手可要求重新排列。
用來排球的三角框一般都是三角形，可擺放共15顆子球，而菱形的排球框並不常用。近年部分比賽改用排球紙排球。

### 衝球
一般性的比賽常用丟銅板來決定先開球的一方；若在職業比賽裡，兩方選手會先比球，將擺在開球線的球打到對面檯邊，球滾回來之後，越靠近底部檯邊的一方就能取得首局開球權。
主辦單位或贊助單位可規定開球的順序，在歐美的大型比賽通常是輪流開球，而台灣的比賽通常規定勝方開球。
如果選手在開球後，四顆以上的子球貼著檯邊，另一選手可要求重新開球並且成為開球者。如果選手開球後有子球進袋，同時也沒有犯規，可繼續出杆；若沒有子球進袋，則換對方出杆。如果開球後，9号球直接進袋，即算當局勝利。

### push-out
9號球的規則允許選手在每局合法開球後的下一桿進行「push-out」(又稱安全球、推球、推桿)，意指選手只要喊push-out，就可將母球撞擊到桌上任何位置。打push-out的選手可以是開球後子球合法進袋的開球者，或是因開球無子球進袋而獲得打擊權的非開球者。此時母球可以不用碰觸任何子球或顆星，但仍不可違反其他落袋撞球通用規則。選手喊出並且執行push-out後，對方選手可以選擇自己出杆或交給原來選手出杆；若出杆的選手犯了規，對手就擁有「自由球」，意即可將母球置於球檯上任何位置打擊，但不得觸及任何子球。在push-out時若有任何子球入袋，除9號球外其餘子球不算進球，亦不必取出重置。當選手開球後母球洗袋，其對手接手後不得使用push-out。一局比賽中只得使用一次push-out，而且必須在開球後的下一桿馬上使用。

### 9號球的重新定位
如果任意號球在犯規或push-out時被打進袋，或被撞離了球桌，則任意號球必須被重新定位。
重新定位，須放在長中心線上(球桌的長軸)、介於腳點和腳顆星之間，在不移動任何球的球況下盡可能的接近腳點。

### 犯規
以下為9號球犯規的情況：
- 母球未先撞擊到檯面上號碼最小的子球。
- 母球並未撞擊任何子球。
- 母球撞擊目標子球之後，母球或任何子球並未碰到檯面的顆星邊。若目標子球進袋，則不在此限。

以下為與其他落袋撞球項目通用的犯規情況：
- 母球落袋。
- 出杆時，身體或衣物碰觸到檯面上的球。
- 出杆之後，母球或子球再度碰撞球杆。
- 母球或子球飛離檯桌。
- 出杆時，兩腳同時離開地面。

### 獲勝方式
選手只要在不犯規的情況下，無論是用母球直接打進9號，或是先撞擊8號以下的子球再把9号球打進袋（此稱組合球），都算是贏得當局勝利。
若對方連續三次犯規，我方即勝利。然而，在多數比賽裡，對方必須先被告知「已二次連續犯規」，第三次的犯規才能判定有效，我方才能勝利。

## 7號球
7號球與9號球相似，差別在於球桌上只擺放7顆子球，打進7号球即獲勝。此玩法並不多見，主要是因為ESPN在2000年初舉辦了Sudden Death Seven-ball錦標賽而聞名。

## 外部連結
- （繁體中文）中華臺北撞球總會 全本撞球規則（页面存档备份，存于）
- （繁體中文）中華臺北撞球總會 落袋撞球各項比賽細則（页面存档备份，存于）
- （英文）美國撞球協會9號球標準規則
- （英文）Pro9（页面存档备份，存于）－英國9號球巡迴賽網站
- （英文）台球帝国（页面存档备份，存于）